# Jens Nordqvist
Jens Nordqvist, född den 3 juli 1959 i Stockholm, Sverige, är en svensk kanotist.
Han tog bland annat VM-silver i K-4 500 meter i samband med sprintvärldsmästerskapen i kanotsport 1981 i Nottingham.
Nordqvist är Stor grabb nummer 78 på Svenska Kanotförbundets lista över mottagare för utmärkelsen Stor kanotist.